# Pileo (mitología)
Pileo es un personaje de la mitología griega, hijo de Leto. Intervino en la guerra de Troya, a favor de los troyanos, dirigiendo una tropa de pelasgos junto a su hermano Hipótoo. Apenas se menciona a Pileo sin su hermano, y se narra que ambos cayeron en batalla a manos de Dictis Cretense, y según el poeta latino Ausonio fueron enterrados juntos en un jardín.
Estrabón, en sus comentarios sobre este pasaje de Homero, menciona que según una tradición local de Lesbos, Pileo también estaba al mando de las tropas de Lesbos y que en la isla había un monte con su nombre para conmemorarlo.
Pileo también es un sobrenombre de Hermes.